# Målilla landsfiskalsdistrikt
Målilla landsfiskalsdistrikt var 1920–1964 ett landsfiskalsdistrikt i Kalmar län, bildat den 1 april 1920, två år och fyra månader efter Sveriges indelning i landsfiskalsdistrikt trädde i kraft den 1 januari 1918, enligt beslut den 7 september 1917. Anledningen till att detta landsfiskalsdistrikt inte bildades den 1 januari 1918 fanns i beslut från den 26 mars 1920. Den 1 januari 1965 avskaffades i Sverige samtliga landsfiskaler och landsfiskalsdistrikt, och deras arbetsuppgifter delades upp på de nyskapade indelningarna polisdistrikt, åklagardistrikt och kronofogdedistrikt.
Landsfiskalsdistriktet låg under länsstyrelsen i Kalmar län.

## Ingående områden
När Sveriges nya indelning i landsfiskalsdistrikt trädde i kraft den 1 januari 1952 (enligt kungörelsen 1 juni 1951) ändrades distriktets omfattning.

### Från 1 april 1920
Aspelands härad:
- Gårdveda landskommun
- Lönneberga landskommun
- Målilla landskommun
- Mörlunda landskommun
- Tveta landskommun

### Från 1 januari 1952
- Målilla landskommun
- Mörlunda landskommun
- Virserums landskommun